# Tubmud
Tubmud ist ein englischsprachiges Multi User Dungeon (MUD), das 1990 online ging. Nach eigenen Angaben ist es das älteste deutsche MUD. Tubmud ist ein Ableger des schwedischen LP-MUDs, das auf einem Server an der Universität Linköping lief und später in Genesis umbenannt wurde. Tubmud übernahm in der Startphase große Teile von deren Bibliothek.

## Community
Tubmud hatte in den 1990er Jahren eine große Gemeinschaft von MUD-Wizards (Programmierern) und die Bibliothek wurde von diversen anderen MUDs übernommen. Es lief auf den Rechnern des Fachbereichs Informatik der TU Berlin und ist 2007 durch die Mud-Administratoren auf eine private Basis gestellt worden.

## Technik
Bei Tubmud handelt es sich um ein altes LPMud, das heißt, der Treiber (Gamedriver) ist in C und die Bibliothek in LPC geschrieben. Wie in vielen MUDs kann die Bibliothek von hochstufigen Benutzern verändert werden.
Die Verbindung zum MUD erfolgt via Telnet, meist durch einen der zahlreichen MUD-Clients mit komfortabler Benutzerschnittstelle.

## Inhalt
Die Welt von Tubmud besteht aus vielen, thematisch unterschiedlichen Bereichen, für die jeweils ein Wizard oder eine Domain mit mehreren Wizards zuständig sind. Das übergreifende Szenario ist mittelalterliche Fantasy; Technik ist verboten.